# Production I.G
Production I.G (jap. 株式会社プロダクション・アイジー, Kabushiki-gaisha Purodakushon Aijī, engl. Production I.G., Inc.) ist ein japanisches Anime-Produktionsstudio mit Sitz in Tokio.

## Geschichte
Das Studio wurde am 15. Dezember 1987 unter dem Namen I.G Tatsunoko von Mitsuhisa Ishikawa und Takayuki Goto gegründet. Es entstand als Ausgründung des Studios Tatsunoko Pro, für das beide Gründer zuvor tätig waren, und sollte sich auf digitale Animation spezialisieren. Das „I.G“ im Namen steht dabei für die Initialen der Nachnamen der beiden Gründer. Seinen aktuellen Namen erhielt das Unternehmen im Jahr 1993, jedoch noch in der Rechtsform einer japanischen GmbH (yūgen gaisha). 1998 wurde die Rechtsform zu einer Aktiengesellschaft (kabushiki-gaisha) geändert. 1995 wurde das Tochterstudio Xebec gegründet.
Production I.G besteht aus zehn Studios, die alle jeweils für ein Gebiet zuständig sind, darunter Background-Zeichnungen, Computergrafiken und Entwicklung von Videospielen. Im März 1997 gründete man einen Ableger in Los Angeles, ein weiteres Studio befindet sich im japanischen Niigata.
2007 schloss sich das Unternehmen mit dem Manga-Verlag Mag Garden zusammen und formte die gemeinsame Holding K.K. IG Port (株式会社IGポート, Kabushiki-gaisha IG Pōto). 2012 gründete der Production-I.G-Produzent George Wada das IG-Port-Tochterunternehmen WIT Studio. Im Oktober 2014 soll unter Leitung des Production-I.G-Produzenten Katsuji Morishita eine weitere Tochter namens Signal MD gegründet werden, die sich auf Kinderserien spezialisiert.
Das Studio 9 wurde eigens für die Produktion der Fernsehserie Ghost in the Shell: Stand Alone Complex gegründet, obwohl Production I.G zum damaligen Zeitpunkt tatsächlich erst aus sieben Abteilungen bestand. Der Name wurde jedoch in Anlehnung an die „Sektion 9“ genannte Spezialeinheit gewählt, von der die Serie handelt.

## Werke

### Filme
- 1991: Arslan Senki
- 1992: Weathering Continent
- 1993: Patlabor 2 – The Movie
- 1995: Ghost in the Shell
- 1997: Neon Genesis Evangelion: Death & Rebirth
- 1998: Kidō Senkan Nadeshiko – The Prince of Darkness
- 1999: Jin-Roh
- 2000: Blood: The Last Vampire
- 2001: Sakura Taisen: Katsudō Shashin
- 2003: Eyeshield 21
- 2004: Ghost in the Shell 2: Innocence
- 2005: Mini Pato
- 2005: The Prince of Tennis - The Two Samurai: The First Game
- 2005: Tsubasa Chronicle
- 2006: Ghost in the Shell: S.A.C. Solid State Society
- 2008: The Sky Crawlers
- 2009: Eden of the East – Der König von Eden
- 2009: Hottarake no Shima - Haruka to Mahō no Kagami
- 2010: Bungaku Shōjo
- 2010: Eden of the East – Das verlorene Paradies
- 2010: Gekijōban Break Blade Daiisshō: Kakusei no Koku
- 2010: Gekijōban Break Blade Dainishō: Ketsubetsu no Michi
- 2010: Gekijōban Break Blade Daisanshō: Kyōjin no Kizu
- 2010: Gekijōban Break Blade Daiyonshō: Sanka no Chi
- 2010: Loups=Garous
- 2011: Ein Brief an Momo
- 2011: Gekijōban Break Blade Daigoshō: Shisen no Hate
- 2011: Gekijōban Break Blade Dairokushō: Dōkoku no Toride
- 2011: Gekijōban Sengoku Basara – The Last Party
- 2012: 009 Re:Cyborg
- 2014: Giovannis Insel
- 2015: Ghost In The Shell: The New Movie
- 2015: Haikyū!! Owari to Hajimari
- 2015: Haikyū!! Shōsha to Haisha
- 2015: Hana to Alice Satsujin Jiken
- 2017: Haikyu!! Concept no Tatakai
- 2017: Haikyū!! Sainō to Sense
- 2018: FLCL Alterna
- 2018: FLCL Progre

### Fernsehserien
- 1989: Akuma-kun
- 1989: Chinpui
- 1991: 21 Emon
- 1994: Aokushimitama Blue Seed
- 1996: The Vision of Escaflowne
- 1999: Arc the Lad
- 2000: Candidate for Goddess
- 2000: Love Hina
- 2001: Tales of Eternia: The Animation
- 2001: Tennis no Ōji-sama
- 2002: Ghost in the Shell: Stand Alone Complex
- 2004: Fūjin Monogatari
- 2004: Ghost in the Shell: S.A.C. 2nd GIG
- 2004: Otogizōshi
- 2005: Blood+
- 2006: Aria The Natural
- 2006: ×××HOLiC
- 2006: Le Chevalier D’Eon
- 2007: Guardian of the Spirit
- 2007: Reideen
- 2008: ×××HOLiC: Kei
- 2008: RD Sennō Chōsashitsu
- 2008: Toshokan Sensō
- 2009: Eden of the East
- 2009: Kimi ni Todoke
- 2009: Sengoku Basara
- 2010: Kimi ni Todoke 2nd Season
- 2010: Sengoku Basara 2
- 2011: Appleseed XIII
- 2011: Blood-C
- 2011: Guilty Crown
- 2011: Usagi Drop
- 2011: Yondemasu yo, Azazel-san.
- 2012: Kuroko no Basuke
- 2012: Psycho-Pass
- 2012: Robotics;Notes
- 2012: Shin Tennis no Ōji-sama
- 2012: Shining Hearts – Shiawase no Pan
- 2013: Attack on Titan
- 2013: Dia no Ace
- 2013: Genshiken Nidaime
- 2013: Kuroko no Basuke
- 2013: Suisei no Gargantia
- 2013: Yondemasu yo, Azazel-san. Z
- 2014: Ao Haru Ride
- 2014: Break Blade
- 2014: Haikyū!!
- 2015: Attack on Titan Junior High
- 2015: Dia no Ace – Second Season
- 2015: Ghost in the Shell Arise: Alternative Architecture
- 2015: Junketsu no Maria
- 2015: Kuroko no Basuke
- 2016: Joker Game
- 2017: Atom: The Beginning
- 2017: Ballroom e Yōkoso
- 2017: Magical Circle Guru-Guru
- 2018: Ginga Eiyū Densetsu: Die Neue These Kaikō

### Original Video Animations
- 1988: Akai Kodan Zillion Utahime Yakyoku
- 1990: Eiji
- 1992: Den’ei Shōjo
- 1993: Bakuen Campus Guardress
- 1993: Please Save My Earth
- 1994: B.B. Fish
- 1996: Blue Seed 2
- 1996: Bronze: Zetsuai Since 1989
- 1998: One Piece: Taose! Kaizoku Ganzak
- 2001: Good Morning Call
- 2002: Candidate for Goddess
- 2002: Ghost in the Shell: Stand Alone Complex: Section9 Science File – Tachikoma na Hibi
- 2003: Prince of Tennis: A Day of the Survival Mountain
- 2004: Dead Leaves
- 2005: Ghost in the Shell: Stand Alone Complex – The Laughing Man
- 2006: Ghost in the Shell: Stand Alone Complex 2nd GIG – Individual Eleven
- 2007: Prologue of Blame!
- 2007: Tsubasa Tokyo Revelations
- 2009: Bungaku Shōjo Kyō no Oyatsu – Hatsukoi
- 2009: ×××HOLiC: Shunmuki
- 2009: Tsubasa: Shunraiki
- 2010: Bungaku Shōjo Memoir I – Yume Miru Shōjo no Prelude
- 2010: Bungaku Shōjo Memoir II – Sora Mau Tenshi no Requiem
- 2010: Bungaku Shōjo Memoir III – Koi Suru Otome no Rhapsody
- 2010: Dante’s Inferno
- 2010: Halo Legends
- 2012: Guilty Crown: Lost Christmas
- 2013: Ghost in the Shell Arise
- 2019: Haikyu!!: Land vs Sky

### Weitere Anime-Produktionen
- 1996: Jikū Bōken Nūmamonjā (Kurzfilm)
- 2001: Time Stranger Kyōko: Chocola ni Omakase! (Kurzfilm)
- 2005: The Prince of Tennis: A Gift from Atobe (Kurzfilm)
- 2008: Chocolate Underground (Web-Anime)
- 2010: Hiyokoi (Special)
- 2013: Hetalia: The Beautiful World (Web-Anime)
- 2014: Haikyū!! Lev Kenzan! (Special)
- 2015: Haikyu!! VS Akaten (Special)
- 2015: Hetalia: The World Twinkle (Web-Anime)

### Sonstige
- 2003: O-ren Ishiis Geschichte – Teil des Films Kill Bill
- 2004: Musikvideo zu Linkin Park – Breaking the Habit
- 2005: Musikvideo zu Mylène Farmer – Peut-être toi
- 2007: Asience Werbefilm Hairy Tale
- 2008: Zwischensequenzen im Videospiel Wario Land: The Shake Dimension